# Ornatononion
Ornatononion es un género de foraminífero bentónico de la familia Pellatispiridae, de la superfamilia Nummulitoidea, del suborden Rotaliina y del orden Rotaliida. Su especie tipo es Ornatononion moorkensii. Su rango cronoestratigráfico abarcaba desde el Selandiense (Paleoceno medio) hasta el Ypresiense (Eoceno inferior).

## Discusión
Algunas clasificaciones incluyen Ornatononion en la familia Miscellaneidae.

## Clasificación
Ornatononion incluye a las siguientes especies:
- Ornatononion minutus †
- Ornatononion moorkensii †